# اریون جافا
اریون جافا (آلبانیایی: Erion Xhafa؛ زادهٔ ۳۱ مهٔ ۱۹۸۲) بازیکن سابق و مربی فوتبال اهل آلبانی است.
از باشگاه‌هایی که در آن بازی کرده‌است می‌توان به باشگاه فوتبال دینامو تیرانا، باشگاه فوتبال لاچی، و باشگاه فوتبال تیرانا اشاره کرد.
وی همچنین در تیم ملی فوتبال آلبانی بازی کرده‌است.